# オランダ低ザクセン語
オランダ低ザクセン語／オランダ低地ザクセン語（Nedersaksisch）は、オランダ北東部で話されている西ゲルマン語群のうち低地ドイツ語に属する低ザクセン語の一方言（他のオランダの地方では低地フランク語が話される）。他の低地ドイツ諸語と同様に、高地ドイツ諸語のように第二次子音推移を経ていない言語でもある。

## 概要
「オランダ低ザクセン語」という分類にはさまざまな異論がある。歴史的に見れば、オランダ低ザクセン諸方言は、北ドイツやデンマークに対してオランダで話されてきた低ザクセン諸方言に過ぎない。しかし、厳密に現在のみを見るならば、言語学者はオランダ低ザクセン語をオランダ語の変種に分類する。オランダ低ザクセン諸方言のうちのいくつかは、ドイツで話される西低地ドイツ語の方言であるヴェストファーレン方言の特徴を持つ。

## 方言
オランダ低ザクセン語は次の変種からなる。以下はいずれも ISO 639-3 では独立した言語として扱われる。
- ウェスタークワーティア語
  - コリュマーポンプ語
  - コリュマーラント語
  - ミダグラント語
  - 中部ウェスタークワーティア語
  - 南ウェスタークワーティア語
- フローニン語（北ドレンテ語）
  - ホーヘラント語
  - 都市部フローニンゲン語
  - ウェスターウォルデ語
  - ヴェーンコロニー語
  - オルダムト語
- ステリンウェルフ語
- 中部ドレンテ語
- 南ドレンテ語
- トウェンテ語
- トウェンテ・グラースハプ語
- ヘルダー・オーバレイセル語
  - アフターフーク語
  - サラント語
  - ウアク語
- ヴェリューエ語
  - 東ヴェリューエ語
  - 西ヴェリューエ語
  - 北ヴェリューエ語

ほとんどの変種は西部低ザクセン語に属する。フローニン語は他のオランダ低ザクセン語と大きく異なっており、別に扱われてもよい。トウェンテ語とアフターフーク語はヴェストファーレン方言群に属する。他のドレンテ語、ステリンウェルフ語、サラント語、ウアク語、ヴェリューエ語はかなりオランダ語の影響を受けており、独自の下位区分に分類されうる。ウアク語と西ヴェリューエ語は強くオランダ語化されており、低ザクセン語ではなく低フランコニア語に分類する者もいる。

## オランダ語の影響
以上の方言の多くは17世紀のホランド語の拡張に影響を受けている。全ての方言は新語の導入で語彙的にドイツ語ではなくオランダ語に依存している。これら諸方言の書き言葉ではオランダ語の正書法に基づいて書かれる。
複数形の語尾は -t ではなく -en で統一
これは西ヴェリューエ語とウアク語に見られ、-t を動詞の語尾に使うのは低ザクセン語に共通しているのに対し、明らかにオランダ語に倣っている。この両方言では「我々は働く」の意味で wiej warkt ではなく wiej warken と言う。この特徴はステリンウェルフ語とフローニン語にも見られるが、こちらはホランド語ではなくフリジア語に起源を持つと考えられる（ステリンウェルフの人々は何世紀もの間フリース人であり、フローニンゲンは中世にはフリジア語を話す地域だった）。現代フリジア語ではこの場合に -e を用い、-en は -t と -e の中間形式である可能性がある。この複数形語尾は、ウィンタースウェイクのアフターフーク語では -t ではなく -et の形を取る。
長母音の変化
ヴェリューエ語、サラント語、ステリンウェルフ語、ドレンテ語は、17世紀にホランド語が権威を持つと変化をこうむった。ee [e:] は ie [i:] に、oo [o:] は oe [u:] に、oe [u:] は uu [y:] に変化した。対照的に、トウェンテ語と東アフターフーク語は古い母音を保っている。トウェンテ語とサラント語の語を比較すると次のようになる。
- deer - dier「動物」
- good - goed「良い」
- hoes - huus「家」

ただし、多くの方言では oe がかつてのままになっている語があるのに対し、uu に変化している場合もある。したがって、サラント語では huis（家）が huus となるが、muis（鼠）は moes となる（トウェンテ語と同様）。
doe の消失
オランダ語は2人称単数の doe を既に失っており、元は2人称複数の代名詞 jij を用いる。オランダの多くの低ザクセン方言でも同じことが起きている。doe と ie/ieje/ijの境界線はオランダ国境と非常に近いが、フローニンゲンでのみ国境を越えている（フローニンゲン全域でこの語が使われる）。トウェンテでは東端のデネカンプ村とオルデンザールで見られ、ヘルダーラントのアフターフークでは、ウィンタースウェイクとフルーンロに dou がある。